# Trichoplusia tetrastigma
Trichoplusia tetrastigma là một loài bướm đêm trong họ Noctuidae.